# Посольство Литви в Німеччині
Посольство Литви в Берліні (офіційно: Посольство Литовської Республіки, литовською: Lietuvos Respublikos ambasada) є штаб-квартирою дипломатичного представництва Литви в Німеччині. Будівля посольства розташована на Шарітештрассе, 9 в однойменному берлінському районі Мітте. Посольство Литви в Берліні відповідає за почесні консульства в Дрездені, Ерфурті, Ессені, Гамбурзі, Кюнцельзау, Оффенбаху-на-Майні та Планегг. З 2024 року послом є Гедрюс Пуоджунас.

## Історія
Литовська Республіка, яка існувала як незалежна держава з 1918 по 1940 рік, мала своє посольство на вулиці Курфюрстенштрассе, 134 в тодішній столиці Рейху Берліні. Першим надзвичайним посланником і повноважним міністром (послом) був Вацловас Сідзікаускас. У період існування Радянського Союзу і після інкорпорації Литви до цього союзу, з 1940 по 1990 рік, її дипломати виконували всі відповідні завдання для окремих союзних республік. Радянське посольство розташовувалося в Східному Берліні на Унтер-ден-Лінден.
Коли Литва здобула незалежність у березні 1990 року, а ФРН визнала країну відповідно до міжнародного права, обидві сторони домовилися про створення посольств у відповідних столицях. До 1991 року посольство Литви в Бонні перебувало за адресою Аргеландерштрассе, 108-a — в районі Зюдштадт. Після переїзду уряду Федеративної Республіки Німеччини до Берліна дипломати знайшли відреставровану історичну будівлю в районі Берлін-Мітте й обладнали її під свої потреби. Переїзд з Бонна до Берліна відбувся у 2000 році.